# Sunday Morning Call
Sunday Morning Call è una canzone della band inglese Oasis, terzo e ultimo singolo estratto dall'album Standing on the Shoulder of Giants. Fu distribuito il 3 luglio 2000 e giunse, come il singolo precedente Who Feels Love?, alla posizione numero 4 nella classifica dei singoli nel Regno Unito e alla numero 5 della classifica dei singoli in Italia.

## Caratteristiche e genesi
Scritto e composto da Noel Gallagher, è il secondo singolo con Noel come voce principale, fatto che non capitava dal lancio del singolo Don't Look Back in Anger, nel 1996. I due lati b sono anch'essi cantate da Noel, il che rende Sunday Morning Call l'unico singolo degli Oasis in cui la voce del fratello Liam non compaia neanché tra nei b-side.
La canzone pare discostarsi dal carattere psichedelico di Standing on the Shoulder of Giants, come ha sottolineato la critica di Allmusic: "è un allontanamento consapevole e maturo dall'esuberanza tipica della band ... una canzone volutamente dolce, non troppo movimentata".
Il brano è stato inserito nella raccolta Time Flies... 1994-2009, dove compare come traccia nascosta alla fine del disco 2, risultando l'unico singolo non citato nella lista delle tracce né in copertina. La decisione è dovuta all'idiosincrasia di Noel Gallagher per la canzone, come confermato dal cantautore in un'intervista del 2021 per Radio X: "Fa schifo, odio quella canzone. La odio così tanto che l'ho lasciata fuori dalla raccolta dei singoli degli Oasis. Ecco quanto ca**o la odio. E l'ho scritta io!".
Il brano Full On, lato b, risale al 1997: fu eseguito durante il soundcheck di alcuni concerti del Be Here Now Tour, come ad esempio al G-Mex di Manchester il 14 dicembre 1997.

## Video
Il videoclip del brano trae ispirazione dal film Qualcuno volò sul nido del cuculo con Jack Nicholson. Il video è infatti stato girato a Vancouver, in Canada, in un ospedale psichiatrico abbandonato ed è imperniato su "i fatti surreali che hanno luogo fra due tiri di sigaretta". Vede la partecipazione dell'attore scozzese James Cunningham, che in precedenza aveva recitato a teatro in Trainspotting.

## Tracce
- CD RKIDSCD 004

1. "Sunday Morning Call" - 5:14
2. "Carry Us All" - 4:00
3. "Full On" - 4:16

- 7" RKID 004

1. "Sunday Morning Call" - 5:14
2. "Carry Us All" - 4:00

- 12" RKID 004T

1. "Sunday Morning Call" - 5:14
2. "Carry Us All" - 4:00
3. "Full On" - 4:16

## Formazione
- Noel Gallagher - voce, chitarra acustica, chitarra elettrica, basso, tastiere, mellotron, sintetizzatore
- Alan White - batteria, tamburello